# Floyd Dunn
Floyd Dunn  (14 de abril de 1924) é um engenheiro elétrico que contribuiu com todos os aspectos da interação de meios em ultrassom e biológicos.

## Biografia
Dunn passou a ser membro da faculdade da Universidade de Illinois em Urbana-Champaign em 1955, tornando-se professor em 1965, retirando-se em 1995. Foi diretor do Bioacoustics Research Laboratory de 1977 a 1995.

## Condecorações
- 1996 Medalha Edison IEEE for creative contributions to the fundamental knowledge of  ultrasonic propagation in and interactions with biological media.